# Eduard Novák
Eduard Novák (27. listopadu 1946 Buštěhrad – 21. října 2010) byl český hokejový útočník a později trenér, reprezentant Československa. Byl odchovancem kladenského hokeje.

## Hráčská kariéra
Hokej v Kladně začal hrát v roce 1962 v dorostu, poté byl přeřazen do A-mužstva. V době základní vojenské služby hrál za Duklu Košice a Duklu Písek. Od sezony 1967/1968 se opět vrátil do A-mužstva SONP Kladno, za které (v letech 1968–1980 a 1983) sehrál celkem 742 zápasů a vstřelil 488 branek – z toho v nejvyšší soutěži 506 zápasů a 292 branek. V roce 1979 přestoupil do Gottwaldova a v roce 1980 do rakouského Klagenfurtu. V roce 1982 hrál společně s Františkem Kaberlem v Japonsku v HC Furukawa Denko, poté se vrátil do Kladna a v roce 1984 působil opět v Japonsku. V té době hrál s netradičním číslem 77, neboť jeho osobní číslo 7 bylo obsazeno. Aktivní sportovní činnost poté zakončil v Duisburgu v Německu v roce 1985. Ve své bohaté kariéře nasbíral s Kladnem celkem 5 mistrovských titulů, stal se s ním rovněž vítězem PMEZ.
Působil také v československé reprezentaci, za kterou sehrál 113 zápasů a vstřelil 48 branek. Zúčastnil se mistrovství světa v letech 1971, 1975, 1976 a 1977 a stal se tak dvojnásobným mistrem světa (1976 a 1977). Dvakrát hrál na zimních olympijských hrách (1972 – bronz, 1976 – stříbro).

## Trenérská kariéra
Od druhé poloviny 80. let působil jako trenér převážně v Kladně. V sezoně 1986/1987 byl hlavním trenérem kladenského A-mužstva, asistentem mu byl Bedřich Brunclík. Kladno v sezoně 1985/1986 sestoupilo z nejvyšší soutěže a tým se chtěl vrátit do nejvyšší ligy. To se mu, pod jeho vedením, hned v následující sezoně povedlo. Oba trenéři zde zůstali ještě v sezonách 1987/1988 a 1988/1989.
V sezoně 1989/90 vedl Gottwaldov. V sezoně 1991/92 poté znovu Kladno, asistentem mu byl Otakar Vejvoda starší, který vedl tým v další sezoně sám. Později byl však nahrazen znovu Eduardem Novákem, jemuž asistenta dělal pozdější dlouholetý kladenský trenér Zdeněk Müller. V sezoně 1994/95 vedl Plzeň, v sezoně 1996/97 a 1997/98 Zlín. V roce 1999 se krátce postavil na lavičku prvoligových Kralup nad Vltavou.
Kladnu se v sezoně 1999/2000 nedařilo a bylo poslední. Vedení tedy odvolalo trenéra Otakara Vejvodu a Eduard Novák se na žádost vedení klubu vrátil z Kralup nad Vltavou do Kladna, přičemž za asistenta si vybral Petra Fialu. Společně mužstvo v lize zachránili a vedli ho i v sezoně 2000/2001. V obou těchto sezonách skončilo Kladno na 12. místě. To byla také poslední sezona, kdy se působil v roli trenéra v Kladně. Vzhledem k výsledkům a osobním neshodám s některými hráči se rozhodl, že se začne naplno věnovat obchodní činnosti. Hokeji se však věnoval i nadále, v sezónách 2007/08 a 2008/09 vedl druholigové Řisuty, odkud však na vlastní žádost odešel.
V roce 2010 byl uveden do Síně slávy českého hokeje. Byl také členem klubu ligových střelců.
Dne 21. října 2010 ve věku 63 let zemřel.